# Aire urbaine de Feurs
L'aire urbaine de Feurs est une aire urbaine française centrée sur la ville de Feurs.

## Données générales
En 2010, selon l'Insee, l'aire urbaine de Feurs est composée de trois communes, situées dans le département de la Loire.
Au 1er janvier 2015, elle compte une population de 10 032 habitants.
Le tableau suivant détaille la répartition de l'aire urbaine sur le département :
| Département | Communes | Communes (%) | Superficie (km²) | Superficie (%) | Population (1999) | Population (%) |
| ----------- | -------- | ------------ | ---------------- | -------------- | ----------------- | -------------- |
| Loire       | 3        | 0,9          | 48,3             | 1              | 10 032            | 1,3            |

## Composition
L'aire urbaine de Feurs est composée des trois communes suivantes :
| Nom        | Code Insee | Statut | Superficie (km2) | Population (dernière pop. légale) | Densité (hab./km2) |
| ---------- | ---------- | ------ | ---------------- | --------------------------------- | ------------------ |
| Civens     | 42065      |        | 13,1             | 1 450 (2022)                      | 111                |
| Feurs      | 42094      |        | 24,39            | 8 370 (2022)                      | 343                |
| Salvizinet | 42297      |        | 10,84            | 625 (2022)                        | 58                 |